# Колонія-Бод
Колонія-Бод (рум. Colonia Bod) — село у повіті Брашов в Румунії. Входить до складу комуни Бод.
Село розташоване на відстані 151 км на північ від Бухареста, 11 км на північ від Брашова.

## Населення
За даними перепису населення 2002 року у селі проживали 1916 осіб.
Національний склад населення села:
| Національність | Кількість осіб | Відсоток |
| -------------- | -------------- | -------- |
| румуни         | 1471           | 76,8 %   |
| угорці         | 418            | 21,8 %   |
| німці          | 23             | 1,2 %    |

Рідною мовою назвали:
| Мова      | Кількість осіб | Відсоток |
| --------- | -------------- | -------- |
| румунська | 1492           | 77,9 %   |
| угорська  | 407            | 21,2 %   |
| німецька  | 16             | 0,8 %    |